# Afroneta lativulva
Afroneta lativulva là một loài nhện trong họ Linyphiidae.
Loài này thuộc chi Afroneta. Afroneta lativulva được Merrett miêu tả năm 2004.